# Alexanor
Alexanor foi um filho de Macaão, filho de Asclépio.
Ele construiu um templo de Asclépio em Titane, perto de Sicião; neste tempo eram adorados o deus Euamerion com o epíteto Telésforo, e o próprio Alexanor. Alexanor era adorado como um heroi, com oferendas feitas após o pôr do sol.